# Knights of the Temple: Infernal Crusade
Knights of the Temple: Infernal Crusade (с англ. — «Тамплиеры: Крестовый поход») — видеоигра в жанре экшн от третьего лица, разработанная шведской студией Starbreeze Studios. В Европе локализована компанией TDK Mediactive, в странах СНГ — российской фирмой 1С. Игра была выпущена на Xbox, Playstation 2, GameCube и PC. Годом позднее от словацкой студии Cauldron вышло продолжение Knights of the Temple 2, действие в котором происходит спустя двадцать лет после происшествий первой игры.

## Сюжет
Сюжет игры крутится вокруг девушки Адель, наделенной особым даром Господа. Она похищается Епископом, и её мать просит помощи у рыцаря по имени Поль де Рак. Поль начинает свой путь с монастыря и далее идёт по различным местам, где сражается со всеми, кто встанет у него на пути. После смерти Епископа, в финальном ролике, глаза Адель, после разговора с матерью и Полом чернеют. Можно понять, что Епископ успел сотворить над девушкой какое-то зло.

## Игровой процесс
Несмотря на довольно строгое ограничение, в игре полностью отсутствует ненормативная лексика, расчленёнка и сцены, содержащие сексуальный характер.
Игрок бегает по локациям, преодолевая ловушки, разгадывая различные загадки и уничтожая врагов разной сложности, используя разные техники боя. Среди противников попадутся как живые люди (монахи, европейские рыцари, сарацинские воины, ассасины), так и падшие демоны ада, призраки убитых солдат, двухметровые человекоподобные монстры и прочая нежить. Все локации переплетаются между собой, детально проработаны и влияют на исход битвы.
В каждой из локации игроку нужно добраться из одной точки в другую, уничтожая на пути врагов. Иногда приходится сражаться с «боссами» и решать головоломки, которые открывают дальнейший путь.
Главный герой Поль использует четыре вида оружия: меч, топор, булаву и лук. Если первые три стандартны и похожи, то при стрельбе из лука игрок не может передвигаться и включается вид от первого лица. Бегая по локациям, можно найти модификации того или иного вида оружия: например, при наличии арабской булавы в виде змеи позже можно найти шипастую булаву, которая выглядит более эффектно и наносит больший урон. По ходу игры герой будет осваивать различные особенные приёмы ведения боя и «божественные способности».

## Критика
Профессиональные игровые издания довольно жёстко раскритиковали игру (в среднем 6 из 10) за множество мелких и больших недочётов, недоработок, багов и т. д.